# Клюйник Іван Федорович
Клюйник Іван Федорович (нар. 7 травня 1944 — пом. 11 лютого 2009) — доцент, кандидат фізико-математичних наук (1975), працював у Національному університеті «Львівська політехніка» у 1977—2009 рр.

## Наукова діяльність
У 1975 році захистив дисертацію «Приложения пространственных матриц в анализе», науковий керівник — Скоробогатько Віталій Якович.
Напрям наукових досліджень: знаковизначеність алгебраїчних форм і їх застосування.

## Наукові праці
- Об одном критерии знакопеременности форм частного порядка и его применении, Сб. «Математическая физика» в.16, «Наукова думка», К., 1974 с.10.
- Про застосування просторових визначників до обчислень інваріантів тензорів вищих рангів, доповіді АН УРСР, 1974, № 2.
- Детермінований критерій знакосталості бінарних форм, доповіді АН УРСР, 1974, № 2.
- Деякі необхідні умови знаковизначеності алгебраїчних тернарних форм, вісник ЛПІ, № 269, ст. 94-95, 1993 р.
- Про дискримінант кубічної трійчастої форми, Вісник ЛПІ, № 277, ст. 59-62, 1994.
- Про розташування гілок плоских алгебраїчних кривих, Вісник ЛПІ, № 299, ст. 73-74, 1996.
- Про стійкість руху і знаковизначеність функцій, Міжнародна конференція «Диференціальні та інтегральні рівняння», Одеса, 12-14 жовтня 2000 р. Тези доповідей, с. 137—138.

Інші публікації:
- П. П. Костробій, Клюйник І. Ф., Дубецький С. А.,Наближене обчислення визначених інтегралів. Інструкція до лабораторної роботи. 1986 р. 12 с.
- Клюйник И. Ф., Обшта А. Ф., Харченко А. П. О свойствах решений одной системы дифференциальных уравнений с частными производными. //Вестник Львов. политехн. ин-т. Дифференциальные уравнения и их приложения. Издательство при Львовском госуниверситете издательского объединения «Вища школа», 1986. -№ 202.- С. 48-50.
- Рудавський Юрій Кирилович, П. П. Костробій, П. І. Каленюк, З. М. Нитребич, В. М. Колісник, Р. М. Тацій, В. В. Кісілевич, І. Ф. Клюйник, Л. Й. Кучмінська, Збірник задач з диференціальних рівнянь , Львів, Вид-во Національного університету «Львівська політехніка», pp. 244, 2001.